# Heterocercus linteatus
El saltarín crestirrojo (Heterocercus linteatus), también denominado saltarín corona de fuego (en Perú) o bailarín de copete en llamas, es una especie de ave paseriforme de la familia Pipridae, perteneciente al género Heterocercus. Es nativo del sur de la región amazónica en América del Sur.

## Distribución y hábitat
Se distribuye en el noreste del Perú (este de Loreto), centro de Brasil al sur del río Amazonas (al este hasta el río Xingú y sureste de Mato Grosso) y extremo noreste de Bolivia; también una población aislada en el sureste del Perú (próximo a Puerto Maldonado, en el sureste de Madre de Dios) y norte de Bolivia (La Paz, Beni).
Esta especie es considerada poco común en su hábitat natural: el sotobosque de bosques de várzea y riparios hasta los 500 m s. n. m. de altitud.

## Sistemática

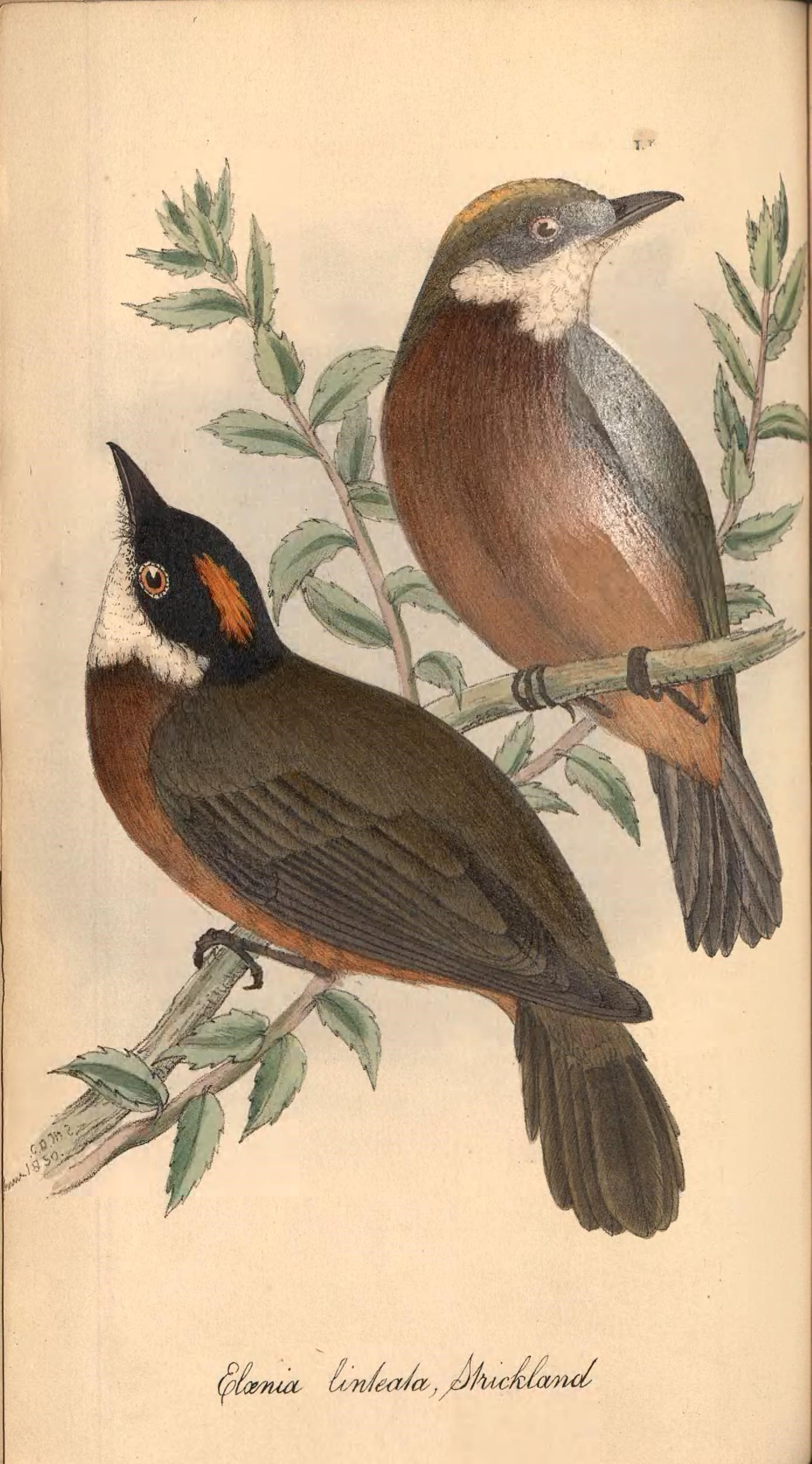
Elaenia linteata, male and female, in Strickland Contributions to ornithology, 1850.

### Descripción original
La especie H. linteatus fue descrita por primera vez por el ornitólogo británico Hugh Edwin Strickland en 1850 bajo el nombre científico Elaenia linteata; su localidad tipo es: «altos afluentes del río Amazonas».

### Etimología
El nombre genérico masculino «Heterocercus» se compone de las palabras del griego «heteros» que significa ‘diferente’, y «kerkos» que significa ‘cola’; y el nombre de la especie «linteatus», en latín significa ‘vestido de lino’.

### Taxonomía
Algunas veces fue considerada conespecífica con Heterocercus aurantiivertex y H. flavivertex pero difieren en características morfológicas y de vocalización. Es monotípica.